# 伊予大掾初代勝国
伊予大掾勝国（いよだいじょうかつくに）は江戸時代の加賀国の刀工。
新刀上作にして大業物。通称「善三郎」。
寛文元年伊予大掾受領。その後改銘して勝国とした。作柄としては、孫六兼元のような三本杉を焼く。